# The Butts Band
The Butts Band byla anglická rocková hudební skupina, složená z dřívějších členů skupiny The Doors John Densmorea a Robby Kriegera. Aktivní byla v letech 1973-1975.

## Diskografie
- The Butts Band (1974)
- Hear and Now (1975)